# Hitler’s Daughter
Hitler’s Daughter ist ein US-amerikanischer Fernsehfilm aus dem Jahre 1990, in deren Mittelpunkt drei überaus ehrgeizige Frauen mittleren Alters im Politikbetrieb von Washington, D.C. stehen, von denen eine die titelgebende Tochter des toten „Führers“ sein soll. Der fiktiven Geschichte liegt ein Sensationsroman von Timothy B. Benford zugrunde. Kay Lenz spielt die Titelrolle.

## Handlung
Vereinigte Staaten 1945. Unter Schmerzen bringt eine Frau in einer abgelegenen Villa ein Kind zur Welt. Es handelt sich um ein Mädchen, Hitlers Tochter wie sich später herausstellen wird. Mehrere Männer, die bei der Geburt anwesend sind, erschießen unmittelbar darauf die Mutter und die beiden Krankenschwestern als unliebsame Zeugen. Dann nehmen sie das Neugeborene mit und zünden das Herrenhaus an, das in Flammen aufgeht.
Washington D.C 1990. Es stehen die nächsten US-Präsidentschaftswahlen an, und die blonde Nachrichtensprecherin Sharon Franklin berichtet davon ebenso wie von der anstehenden Wiedervereinigung Deutschlands. Bei den US-Politikern herrscht große Anspannung, so auch bei Vizepräsident Benedict, der gern der nächste US-Präsident werden möchte, und seiner ehrgeizigen Frau Patricia. Der smarte, alerte Ted Scott ist Benedicts engster Berater und Pressechef. Der erhält eines Tages einen ominösen Anruf von einem gewissen Dr. Baumann, einem Auschwitz-Überlebenden und hartnäckigen Nazi-Jäger. Dieser bittet ihn um ein Treffen in einer Tiefgarage. Baumann erzählt ihm von einer groß angelegten Verschwörung in den USA, die von einer Frau angeführt sein solle, die einer mächtigen, geheimen Nazi-Organisation vorstehe. Es handele sich bei ihr um Hitlers Tochter, die in Amerika ein „Viertes Reich“ aufbauen wolle. Ehe Baumann Ted eine Aktenmappe übergeben kann, wird der Berater des Vizepräsidenten von einem falschen Polizeibeamten niedergeschlagen und Baumann von dazukommenden Männern erschossen.
Als Scott wieder erwacht und den Toten sieht, flieht er, mit der Dokumentenmappe und einer zurückgelassenen Maschinenpistole. Als Pizzabote verkleidet dringt er heimlich in die Wohnung seiner Freundin Jill Breyer ein. Die hat gerade Besuch von zwei FBI-Beamten, die nach Scott in dieser Angelegenheit fahnden. Mit einem Freund, David Holland, durchforsten Scott und Jill die Akte Baumanns. In ihr steht, wie das Hitler-Baby im Mai 1945 von Hitler-Getreuen in die USA ausgeflogen wurde. Derweil beginnt sich Präsidentschaftskandidat Benedict, der eine heimliche Affäre mit Nachrichtensprecherin Sharon hat, von seinem Pressechef Scott, dem der Mord an Baumann angelastet wird, zu distanzieren. Mrs. Benedict sucht inzwischen das Gespräch mit Sharon, um dieser klarzumachen, dass sie sich von der Affäre ihres Mannes mit Sharon nicht vom Ziel abbringen lassen werde, die First Lady der USA werden zu wollen. Sharon solle nicht versuchen, ihr Benedict abspenstig zu machen, dann werde Mrs. Benedict auch die diskrete Weiterführung der Affäre ihres Mannes nicht behindern. Als es einen weiteren Toten in der Affäre um Hitlers angebliche Tochter und den anstehenden Präsidentschaftswahlkampf zwischen Benedict und seinem Herausforderer Rutledge Gordon bzw. dessen Gattin Senator Leona Gordon gibt, drohen alle Kandidaten in einen Strudel von Verschwörung und Auftragsmorden zu geraten. Gordon beginnt nun mit ganz harten Bandagen zu kämpfen und setzt eine Schmutzkampagne gegen Benedict in Gang.
Derweil treffen sich Ted und Jill mit einem alten Deutschen und Freund Dr. Baumanns, Herrn Trautmann, der ihnen gleichfalls Unterlagen zukommen lässt. Demzufolge sei Hitlers Tochter in einem Zeitraum von Mai bis August 1945 in der Nähe von Boston geboren. Es kommen für diesen Zeitraum nur drei Frauen in Betracht: Patricia Gilson, verehelichte Benedict, Mary Lipscomb, die sich aus beruflichen Gründen zu Sharon Franklin gemacht hat und Leona Crawford Gordon. Eine von ihnen sei Hitlers Tochter. Draußen vor der Tür warten bereits die beiden angeblichen FBI-Leute, die bereits Jill aufgesucht hatten. Sie erweisen sich als deutsche Neonazis aus dem Umfeld von Hitlers Tochter. Sie wollen Teds Akte und scheuen auch vor Mord nicht zurück. Während Trautmann von einem der beiden erschossen wird, werden er und sein Kumpan anschließend von Jill und Ted getötet. Wenig später wird Jill entführt. Um sie zu retten, soll Ted die von Trautmann erhaltenen Dokumente seinem Widersacher aushändigen. Ehe er getötet werden kann, rettet Teds Kumpel David ihn mit einem gezielten Todesschuss auf einen der Entführer. Doch zuvor bekommt Ted am Telefonhörer mit, wie Jill von dem anderen Kidnapper erschossen wird.
Die Senatorin Gordon hat nun dank ihrer Wühlarbeit im Kampf gegen den Kontrahenten Benedict intime Fotos von diesem im Bett mit der Fernsehmoderatorin Franklin erhalten und setzt nunmehr Sharon massiv unter Druck. Derweil versteckt Holland den gesuchten Scott in einer Hütte in der Natur. Er selbst kehrt in sein Haus zurück, wo zwei FBI-Leute vor der Tür auf ihn warten. Holland betritt sein Haus und sieht die ermordete Gattin des amtierenden Vizepräsidenten auf der Couch liegen. Die beiden Männer vor der Haustür erweisen sich ebenfalls als Mitglieder der Verschwörer und erschießen David, der sich nicht mehr wehren kann, da er seine Pistole zu Teds Schutz diesem überlassen hatte. Holland ist Opfer einer weit gefächerten Intrige geworden, die einzig dazu diente, den Kandidaten Elliot Benedict zu schaden. Er soll, so heißt es in einer Nachrichtensendung, Mrs. Benedict mit seinem Wissen erpresst haben, worauf sie ihn getötet habe. Dann starb auch sie. Schließlich werden auch noch schwarze Kassen Benedicts auf den Cayman Islands ausfindig gemacht. Senator Gordons Verleumdungskampagne ist ein voller Erfolg. Als sie in einer flammenden Rede das Wort „Phoenix“ ausspricht, erkennt Ted, dass nur sie Hitlers Tochter sein kann, da die gesamte Rettungsaktion um Hitlers Baby unter dem Decknamen „Operation Phoenix“ geführt wurde. Er versucht, die Senatorin zu erschießen, wird dabei aber von mehreren Kugeln ihrer Leibwächter durchsiebt. Monate später hört man im Fernsehen die Nachricht, dass der neue Präsident Gordon, seit einiger Zeit herzkrank, an einem Infarkt gestorben sei. Seine Frau Leona Crawford Gordon, Hitlers Tochter, wurde als neue US-Präsidentin vereidigt.

## Produktionsnotizen
Hitler’s Daughter war eine Auftragsproduktion für das US-Kabelfernsehen und wurde erstmals am 26. September 1990 ausgestrahlt. Fernsehsender deutschsprachiger Länder verweigerten sich dieser abstrusen Produktion.

## Kritik
Der Movie & Video Guide empfand Hitler’s Daughter als eine „unfreiwillig komische Sage“ und gab das Verdikt: „Unterdurchschnittlich“.